# ルーツィヤ・ガルータ
ルーツィヤ・ガルータ（ラトビア語: Lūcija Garūta, 1902年5月14日 ロシア帝国 リガ生 - 1977年2月15日 ラトビア・ソビエト社会主義共和国 リガ没)は、ラトビアのピアニスト、詩人、女性作曲家。

## 経歴
1902年リガ生まれ。作曲をラトビアではヤーセプス・ヴィートリス、パリではポール・デュカスなどに師事して学んだ。協奏曲を演奏するなどピアニストとして活躍したが、後に病気により演奏家としてのキャリアを終え、作曲に転じた。
彼女の作曲に影響したものとして、フランス印象派音楽およびアレクサンドル・スクリャービンが挙げられる。オペラ、オラトリオ、カンタータ、交響詩3曲、ピアノ協奏曲、交響変奏曲、交響組曲、ピアノ三重奏曲、ピアノとオルガンのための曲など多くの作品がある。またラトビア民謡の編曲に加え、独唱曲、合唱曲も作曲している。。
ガルータはソビエト時代のラトビアにとどまり、作曲を続けつつラトビア音楽院で学生を教え続けた。1977年に死去。

## 作品
- 主要作品
  - 神よ、あなたの大地は燃えている! (ラトビア語: Dievs, tava zeme deg! 1943)：ソリスト、合唱とオルガンのためのカンタータ
  - ピアノ協奏曲 (1952)
  - プレリュード（嬰ハ短調）：ピアノ
  - プレリュード（ホ長調）：ピアノ
  - Andante Tranquillo, piano trio in B
  - Meditācija (メディターツィヤ・瞑想2003)：オルガン

- 録音
  - Latvian Patriotic Cantatas, Audio CD (May 18, 1999), Riga Recording, ASIN: B00000J8QK
  - Dievs, tava zeme deg! (January 1, 2003) Baltic Records Group, ASIN: B000QZX3VM

彼女のカンタータ『神よ、あなたの大地は燃えている!』（1943年、詩：アンドレイエス・エグリーティス）の初演録音は第二次世界大戦の戦火の中で行われたが、この録音には録音場所であるリガ教会の外での戦闘音が入っている。初演は選抜された大規模な合唱団をテオドール・ライター(Teodors Reiters)が指揮した。ガルータはこの時、自ら聖堂のパイプオルガンを演奏している。カンタータはソヴィエト政権時代には宗教的・民族的理由により再演が禁止されていたが、1990年、ラトビアの歌の祭典において、1万人の合唱団によって復活演奏された。